# François Achille Bazaine
François Achille Bazaine (n. 13 februarie 1811, Berceau-de-la-Liberté, Seine-et-Oise, Franța – d. 23 septembrie 1888, Madrid, Noua Castilie⁠(d), Spania) a fost un general francez, Mareșal al Franței (1864). Participant la Cucerirea Algeriei (1830 - 1847), Războiul Crimeii (1853 - 1856), Al Doilea Război Italian de Independență (1859), Intervenția franceză în Mexic (1862 - 1867) și Războiul Franco-Prusac (1870 - 1871).

## Biografie
A fost fiul general-locotenentului Pierre-Dominique Bazaine. Serviciul militar la început în 1831, participând la invazia Algeriei, în 1835 a luptat în Spania împotriva carliștilor, și apoi din nou a servit în Algeria. În Războiul Crimeei a fost ridicat la rang de general de brigadă, în timpul asediului Sevastopolului  Bazaine a demonstrat un mare curaj și diligență, fiind promovat la gradul de general-maior, ulterior a comandat o expediție împotriva cetății Kinburn.
În 1859 el sa remarcat în luptele de la Montebello și Solferino.
În expediția mexicană în 1862, el a servit sub comanda generalului Forey, și apoi (în 1863) a servit ca comandant-șef, iar 1868 a fost ridicat la rangul de mareșal. În 1867, forțele expediționare franceze au fost retrase din Mexic, și Bazaine a fost numit la comanda corpului al 3-lea de gardă.
În războiul din 1870 a comandat Armata franceză a Rinului concentrată în Metz. La retragerea din Metz spre Châlons, Bazaine a fost oprit la 14 august de atacul 1 Armate Germane lângă Borny-Colombey, iar la 16 august a fost iarăși învins în bătălia de la Mars-la-Tour fiind din nevoit să se retragă din nou la Metz.
În cetate Bazaine a fost forțat să se pregătească pentru rezistență, și după o apărare curajoasă a pozițiilor sale lângă Gravelotte a provocat pierderi masive în rândul prusacilor (peste 20.000). Bazaine a ales drept principal scop apărarea Metz-ului, fiind preocupat mai ales cu privire la păstrarea pozițiilor sale, și la momentul încercuirii Metz-ului nu a încercat să spargă asediul și să-și unească trupele sale cu cele ale lui Mac-Mahon. După bătălia de la Romainville din 31 august - 1 septembrie, el a renunțat la orice încercare de a sparge asediul și, evident, a avut intenția de a păstra armata intactă până la încheierea păcii (care, în motivele sale, a trebuit să aibă loc în curând), astfel încât atunci, ca și comandant neînvins, avea să joace un rol politic important în țară. Dar, la 27 octombrie, din lipsă de provizii vitale a fost obligat să predea Metz-ul, cu toată armata sa de 170.000 de soldați.
După aceea el a mers la Kassel, unde Napoleon era prizonier. Capitularea de la Metz, în Franța, a provocat un ultraj teribil împotriva lui Bazaine, a fost acuzat nu numai de lașitate și de eșec, dar, de asemenea, de trădare.
În 1872, Bazaine, din propria sa cerere, a fost arestat și judecat de un tribunal militar, care, sub presiunea opiniei publice, l-a condamnat la moarte. Această pedeapsă însă, la cererea membrilor instanței, a fost înlocuită prin una de 20 ani de închisoare, de președintele republicii, Mac-Mahon
Bazaine a fost întemnițat pe insula Sainte-Marguerite (lângă Cannes), dar la 10 august 1874 el a evadat cu ajutorul soției sale, dar, și probabil cu ajutorul unor gărzi ale închisorii. Apoi, sa stabilit la Madrid, unde a murit în 1888, de toți uitat și abandonat, chiar de propria soție.